# Mircea Ionnițiu
Mircea Ionnițiu (n. 27 septembrie 1921, București – d. 13 noiembrie 1990, Woodland Hills, California, Statele Unite ale Americii) a fost un scriitor memorialist român.
În adolescență, el a făcut parte din Clasa Palatină, o clasă specială de elevi formată la cererea regelui Carol al II-lea al României pentru educația fiului său, principele moștenitor Mihai (mai târziu regele Mihai I al României).
În preajma anului 1944, Mircea Ionnițiu a îndeplinit funcția de secretar personal al regelui Mihai I. În această calitate, el a fost martor ocular la evenimentele din ziua de 23 august 1944, la impunerea primului guvern Petru Groza de către ocupanții militari sovietici (6 martie 1945) și la abdicarea forțată a regelui Mihai I, impusă de comuniștii români susținuți de Armata Roșie, la 30 decembrie 1947 (în urma loviturii de stat comuniste de la 30 decembrie 1947 a luat naștere Republica Populară Română, cu încălcarea normelor constituționale prevăzute de Constituția României din 1923, atunci în vigoare).
Mircea Ionnițiu a părăsit România în 3 ianuarie 1948, în Trenul Regal, odată cu Familia Regală a României care a fost silită să plece în exil.
Mai târziu, el a relatat evenimentele istorice la care a fost martor, în cartea sa Amintiri și reflecțiuni, apărută la Editura Enciclopedică în 1993.